# Selena: The Series
Selena: The Series är en biografisk TV-serie av Netflix baserad på den Amerikansk-Mexikanska Tejanosångerskan Selena Quintanillas liv och karriär. Serien började 4 december 2020.

## Handling
Serien följer Tejanosångerskan Selena Quintanilla och hennes liv från barndom till berömmelse, samt om de beslut hon och hennes familj får göra för deras kärlek till musiken.

## Rollista i urval
- Christian Serratos som Selena
- Madison Taylor Baez som Unga Selena
- Gabriel Chavarria som A.B. Quintanilla
- Juan Martinez som Unga A.B.
- Ricardo Chavira som Abraham Quintanilla
- Brandol Ruiz som Unga Abraham
- Noemi Gonzalez som Suzette Quintanilla
- Daniela Estrada som Unga Suzette
- Seidy López som Marcella Quintanilla
- Aneasa Yacoub som Unga Marcella